# Anoplodactylus spinirostrum
Anoplodactylus spinirostrum is een zeespin uit de familie Phoxichilidiidae. De soort behoort tot het geslacht Anoplodactylus. Anoplodactylus spinirostrum werd in 1973 voor het eerst wetenschappelijk beschreven door Stock. 